# AIM
AOL Instant Messenger (viết tắt AIM, phát âm như "êm" trong tiếng Anh) là một chương trình nhắn tin nhanh có quảng cáo mà được phát hành bởi AOL vào tháng 10 năm 1997, nó sử dụng giao thức nhắn tin nhanh OSCAR và giao thức TOC. Các phiên bản mới nhất là AIM Triton 1.0.4, được phát hành ngày 26 tháng 1 năm 2006 (cho Windows 2000/XP); AIM Triton Beta 1.2.10.3, ngày 14 tháng 2 năm 2006 (Windows 2000/XP); AIM 5.9.3861, ngày 10 tháng 8 năm 2005 (Windows 98/ME/2000/XP); AIM 4.8.2540, ngày 26 tháng 11 năm 2001 (Windows 95); AIM 4.7.1333, ngày 18 tháng 2 năm 2004 (Mac OS X); và AIM 1.5.286 (cho các phiên bản Linux khác nhau). AOL gọi công nghệ này là một phương tiện "giao thông ngay lập tức xuyên qua Internet".